# Mad Band
Mad Band – zespół bluesowy utworzony w maju 1992 roku w Ostrowie Wielkopolskim przez Przemysława Łukasiewicza (gitara akustyczna, harmonijka ustna, śpiew). Wraz z nim zespół tworzyli Jarosław Bury (gitara basowa) i Grzegorz Greinert (perkusja).
W grudniu 1992 lider zespołu P. Łukasiewicz zdobył I nagrodę, na festiwalu Bluefest w Jeleniej Górze, którą była 12-godzinna sesja nagraniowa. Podczas tej sesji zespół nagrał dwa własne utwory oraz trzy standardy.
W 1993 do zespołu dołączył gitarzysta elektryczny Jacek Markowski. W tym samym roku zespół wygrał konkurs im. Majki Jurkowskiej, podczas IV Festiwalu Bluesa nad Piławą, oraz wystąpił na Muzycznym Campingu w Brodnicy. We wrześniu zespół zagrał na Małej Scenie podczas festiwalu Rawa Blues Festival, a w listopadzie na toruńskim Blues Meeting.
Zespół zakończył działalność 12 grudnia 1993, nie pozostawił po sobie żadnych nagrań, a jego muzycy utworzyli zespół R.M.I.